# Amphipterygium glaucum
Amphipterygium glaucum är en sumakväxtart som först beskrevs av Hemsl. & Rose, och fick sitt nu gällande namn av Hemsl. & Rose och Standley. Amphipterygium glaucum ingår i släktet Amphipterygium och familjen sumakväxter. Inga underarter finns listade i Catalogue of Life.